# Paul Le Cointe
Paul Le Cointe (Tournon-sur-Rhône, 24 septembre 1870 - Bélem, 3 février 1956) est un ingénieur, naturaliste, cartographe et explorateur français.

## Biographie
Installé à Obidos, il travaille en 1892-1893 à l'établissement de la ligne télégraphique Belem-Manaus et relève l'itinéraire de Faro à Alemquer en utilisant le théodolite et la chaîne sur une vaste zone.
De 1895 à 1896, avec Jules Blanc, il explore le bassin du rio Cumina puis voyage sur le rio Apiramba jusqu'aux régions déjà reconnues par Henri Coudreau. Jusqu'en 1900, il va ainsi réaliser de nombreux travaux d'arpentage et de délimitations de fazendas dans le bassin du Trombetas.
À son retour en France, Le Cointe devient professeur à l'université de Nancy puis, en 1920, décide de repartir au Brésil où il est nommé directeur (il est le premier) de l’École de Chimie industrielle de Pará.
Malade depuis plusieurs années, il meurt en février 1956 à Bélem.

## Travaux
- Le bas Amazone, Annales de Géographie, 1903, p. 54-66
- Le climat amazonien, Annales de Géographie, 1906, p. 449-462
- Notice sur la carte du cours de l'Amazone et de la Guyane brésilienne depuis l'Océan jusqu'à Manaos, Annales de Géographie, 1907, p. 159-174
- L'Amazonie brésilienne, 2 vols., 1922
- Notes sur les graines oleagineuses, les baumes et le résine de la forêt amazonienne, 1927
- Principais madeiras paraenses, 1929